# Grass Valley (Nevada)
Grass Valley é uma região censitária no condado de Pershing, estado do Nevada, nos Estados Unidos. Segundo o censo de 2010 tinha uma população de 1161 habitantes. 

## Geografia
Grass Valley fica na zona nordeste do condado de Pershing, a 16 quilómetros a sul de Winnemucca. O nome da região censitária é retirado da comunidade homónima, existente no vale.
DE acordo com o  U.S. Census Bureau, a região censitária de Grass Valley tem uma área se 89,4 km2, todos de terra firme. 